# NGC 1080
NGC 1080 este o galaxie spirală barată situată în constelația Balena. A fost descoperită în 21 octombrie 1886 de către Lewis A. Swift.